# Metropolia Jinan
Metropolia Jinan – metropolia Kościoła rzymskokatolickiego w Chińskiej Republice Ludowej. Erygowana w dniu 11 kwietnia 1946 roku. W skład metropolii wchodzi 1 archidiecezja i 8 diecezji.
W skład metropolii wchodzą:
- Archidiecezja Jinan
  - Diecezja Caozhou
  - Diecezja Qingdao
  - Diecezja Weifang
  - Diecezja Yanggu
  - Diecezja Yantai
  - Diecezja Yanzhou
  - Diecezja Yizhou
  - Diecezja Zhoucun